# Ponte Emília
A Ponte Emília (em latim: Pons Aemilius; em italiano:  Ponte Emilio), atualmente designada como Ponte Partida (em italiano: Ponte Rotto), é a mais antiga ponte em arco construída em pedra em Roma. Sucedeu a uma ponte de madeira, que foi reconstruída em pedra no século II. Atravessava o rio Tibre, ligando o Fórum Boário ao bairro de Trastevere; um único arco resta hoje, o que lhe fez merecer o nome de "Ponte Partida".
Os mais antigos pilares da ponte foram provavelmente assentes quando a Via Aurélia foi construída, em meados do século II a.C. Tito Lívio escreveu que uma ponte no mesmo local existia em 192 a.C.. A primeira ponte de pedra foi construída pelo censor Marco Fúlvio Nobilior em 179 a.C., embora só tenha ficado completa em 151 a.C. As bases da ponte datam desta altura, embora os arcos tenham sido construídos só em 142 a.C. A ponte manteve-se vários séculos, com reparações e reconstrução de Augusto, e depois do imperador Probo em 280 d.C.

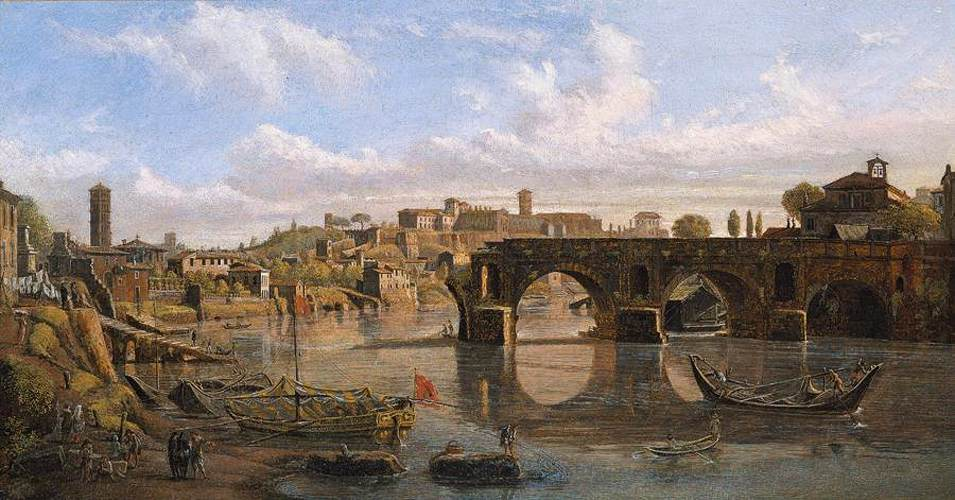
Ponte Partida (1690) por Van Wittel, que mostra os danos das inundações.

Após o colapso do Império Romano, a ponte foi danificada por cheias, e cada evento causou maior dano na estrutura global. Em 1230 foi seriamente danificada e foi mandada reconstruir pelo Papa Gregório XI. Também na cheia de 1557 foi danificada, tendo então sido mandada reconstruir pelo Papa Gregório XIII; as ruínas da ponte ainda hoje têm em latim inscrições que pormenorizam a renovação de Gregório XIII. Cheias em 1575 e 1598 destruíram a parte oriental da estrutura, resultando no seu abandono como ponte funcional durante vários séculos. Nesse tempo era usada como cais de pesca. Em 1853, o Papa Pio IX mandou ligar os restos da ponte com uma ponte pedonal em ferro, mas o peso do metal danificou a integridade estrutural da pedra. A metade que sobrava foi em 1887 destruída para que a Ponte Palatino pudesse ser feita, deixando apenas um arco, que é o que hoje existe.